# Eddie Hart
Edward James "Eddie" Hart (Martinez, 24 de abril de 1949) é um ex-velocista e campeão olímpico norte-americano.
Em Munique 1972 integrou o revezamento 4x100 m com Larry Black, Gerald Tinker e Robert Taylor, que conquistou a medalha de ouro e igualou o recorde mundial para a prova – 38s19.
Durante as eliminatórias dos 100 m rasos, realizada dias antes do revezamento, ele passou involuntariamente por uma grande controvérsia em sua carreira. Classificado para participar das quartas-de-final da prova, da qual era um dos favoritos ao ouro, ele chegou atrasado para a largada da sua bateria, a segunda, e perdeu a oportunidade de correr a final e ganhar a medalha. O problema foi que o técnico da equipe, Stan Wright, confundiu o horário da largada, consultando uma planilha de horários desatualizada, e não levou os atletas a tempo para o estádio. Apenas Robert Taylor conseguiu participar porque sua série era a última das quartas-de-final.
Numa entrevista no ano 2000, seu companheiro de revezamento Taylor disse que os atletas dos 100 m e o técnico haviam deixado a Vila Olímpica em tempo, ou ao menos no que acreditavam ser o tempo certo. Enquanto esperavam o ônibus que fazia o transporte até o estádio, eles foram até o centro de transmissões da ABC acompanhar o que acontecia na tv e viram horrorizados os corredores se aprontando para correr a primeira bateria dos 100 m rasos, a bateria de um deles, Rey Robinson – que junto com Hart havia corrido os 100 m nas seletivas americanas em 9s9, igualando o então recorde mundial e eram os favoritos à medalha de ouro. Esquecendo o ônibus, os quatro fizeram uma corrida frenética até o estádio num carro dirigido por um funcionário da ABC, mas não deu tempo; tanto Robinson, que correria na primeira bateria, quanto Hart, que correria na segunda, não chegaram a tempo. Apenas Taylor, que correria na terceira, pode participar e chegou direto para a linha de largada, sem aquecimento e apenas retirando momentos antes do tiro de partida seu agasalho de treino. Ele ganharia a medalha de prata da prova.
Hart continuou a correr por vários anos e, em 1989, aos 40 anos, quebrou o recorde mundial master para os 100 m rasos, marcando 10s6, marca que permaneceu imbatível por 14 anos. Ele nunca se lamentou da confusão e do destino que certamente lhe custou uma medalha de ouro e causou uma grande crise no Comitê Olímpico dos Estados Unidos, resultando na demissão do técnico depois do alarido na imprensa. Quando entrevistado e perguntado qual seria a pior memória de sua vida, Hart fala dos problemas de sua filha e ter que vê-la recém-nascida ligada a máquinas e tubos de respiração. Um ano depois de Munique ele se casou e pouco tempo depois teve uma filha. O bebê porém nasceu com problemas coronários e teve que ser submetida a uma cirurgia com seis meses de vida. Ficou claro, porém, ao entrar na idade escolar, que a menina tinha problemas mentais e não se desenvolvia intelectualmente da mesma maneira que as crianças da idade dela. Sua maior alegria foi vê-la participando e correndo no Special Olympics, o evento internacional criado para as pessoas com deficiência intelectual.